# Messjön
Messjön är en sjö på fabriksområdet på Frövifors pappersbruk i Lindesbergs kommun i Västmanland och ingår i Norrströms huvudavrinningsområde.